# The Meet Café
|  | Denne artikel er oprettet af botten PalnaBot ud fra en ekstern database. Den kan derfor have sproglige fejl eller mangler. Denne skabelon kan fjernes efter kontrol af indholdet. |

The Meet Café er en eksperimentalfilm fra 1996 instrueret af Rasmus Kjær efter manuskript af Rasmus Kjær.

## Handling
Computeranimation af William Burroughs THE MEET CAFÈ.